# Ревовка (Черкасская область)
Ре́вовка (укр. Ревівка) — село в Каменском районе Черкасской области Украины.
Население по переписи 2001 года составляло 630 человек. Почтовый индекс — 20812. Телефонный код — 4732.

## Местный совет
20812, Черкасская обл., Каменский р-н, с. Ревовка, ул. Воронкова, 18